# Rue Jean-Ménans
La rue Jean-Ménans est une voie du 19e arrondissement de Paris, en France.

## Situation et accès
La rue Jean-Ménans est une voie publique située dans le 19e arrondissement de Paris. Elle débute au 42-46, rue Édouard-Pailleron et se termine au 47, rue Manin.

## Origine du nom
Elle porte le nom de Jean Ménans, fondateur de la Société civile des Buttes-Chaumont, qui a ouvert cette voie.

## Historique
Cette voie est ouverte sous sa dénomination actuelle en 1909 et est classée dans la voirie parisienne par un arrêté du 1er septembre 1932.